# Williamsville Athletic Club
Williamsville Athletic Club, abreviado como WAC, é um clube de futebol da Costa do Marfim, com sede em Abidjan. Disputa a primeira divisão do campeonato de seu país. Em 2017-18, obteve a oitava colocação.
Foi anunciado em dezembro de 2017 que o futebolista marfinense Didier Drogba havia ingressado no clube como membro do conselho.